# Zangklok

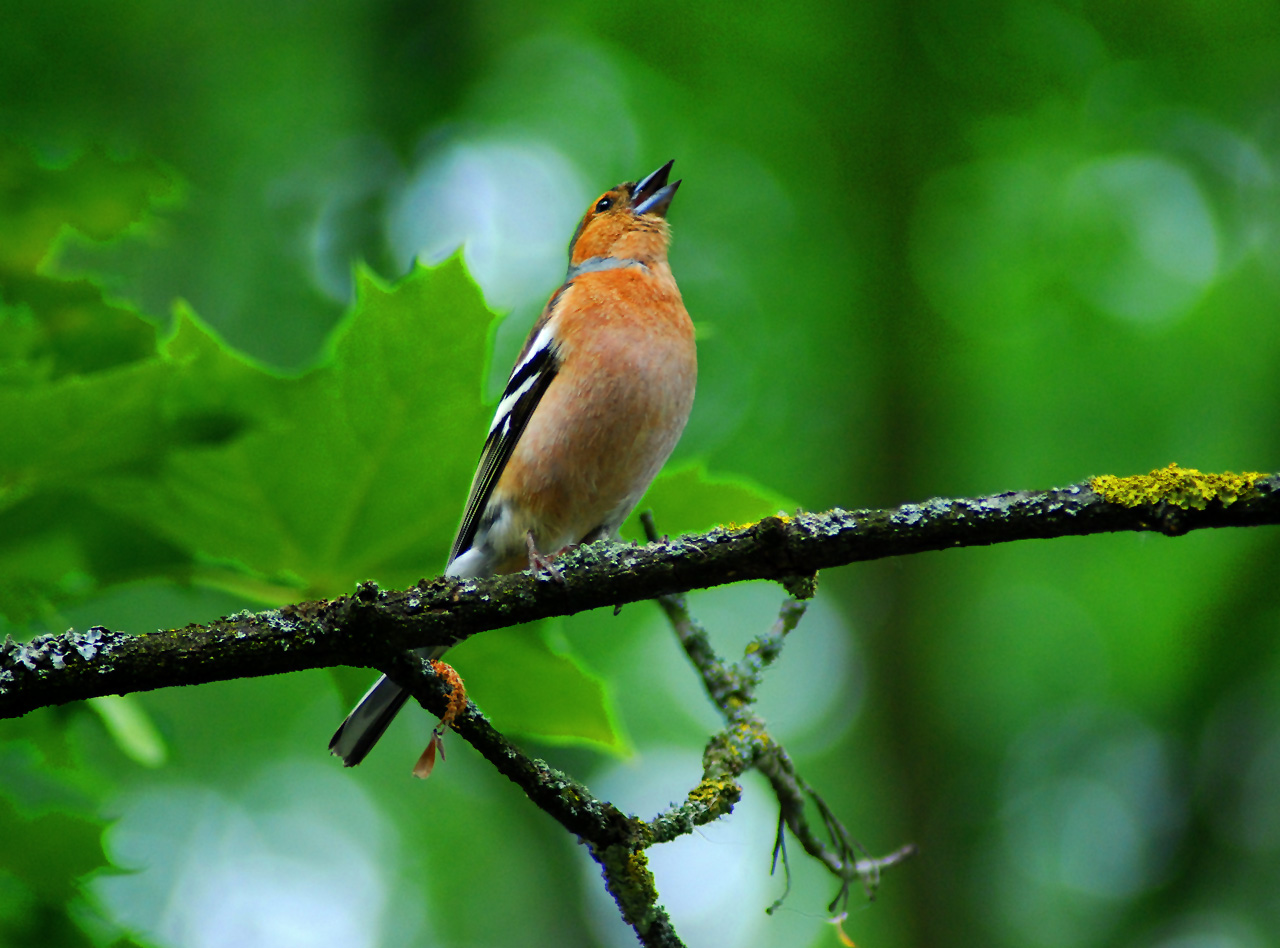
zingende vink

De zangklok is een opeenvolging van vogelzang van zangvogels rond zonsopgang. Kenmerkend is dat verschillende vogels op verschillende tijden beginnen met zingen. De zangklok is het duidelijkst in het voorjaar als de vogels hun territorium afbakenen of om vrouwtjes aan te trekken.

## Nederland
Het tijdstip van zingen van de soorten vogels in Nederland is globaal als volgt:
Vanaf twee uur voor zonsopkomst:
- Nachtegaal, Boomleeuwerik, Paapje, Veldleeuwerik, Gekraagde roodstaart, Zwarte roodstaart, Kwartel, Grote lijster, Merel, Fazant, Roodborst, Zanglijster en Koekoek

Eén uur voor zonsopkomst:
- Heggenmus, Geelgors, Winterkoninkje, Boompieper, Koolmees, Staartmees, Tuinfluiter, Vink, Tjiftjaf, Boomkruiper en IJsvogel

Een half uur voor zonsopkomst:
- Pimpelmees, Matkop, Glanskop, Zwartkop, Grauwe vliegenvanger, Houtduif en Groene specht

Rond en na zonsopkomst:
- Kneu, Spreeuw, Vlaamse gaai, Grote bonte specht, Putter, Europese kanarie, Groenling en Fluiter

## Foto's en zang

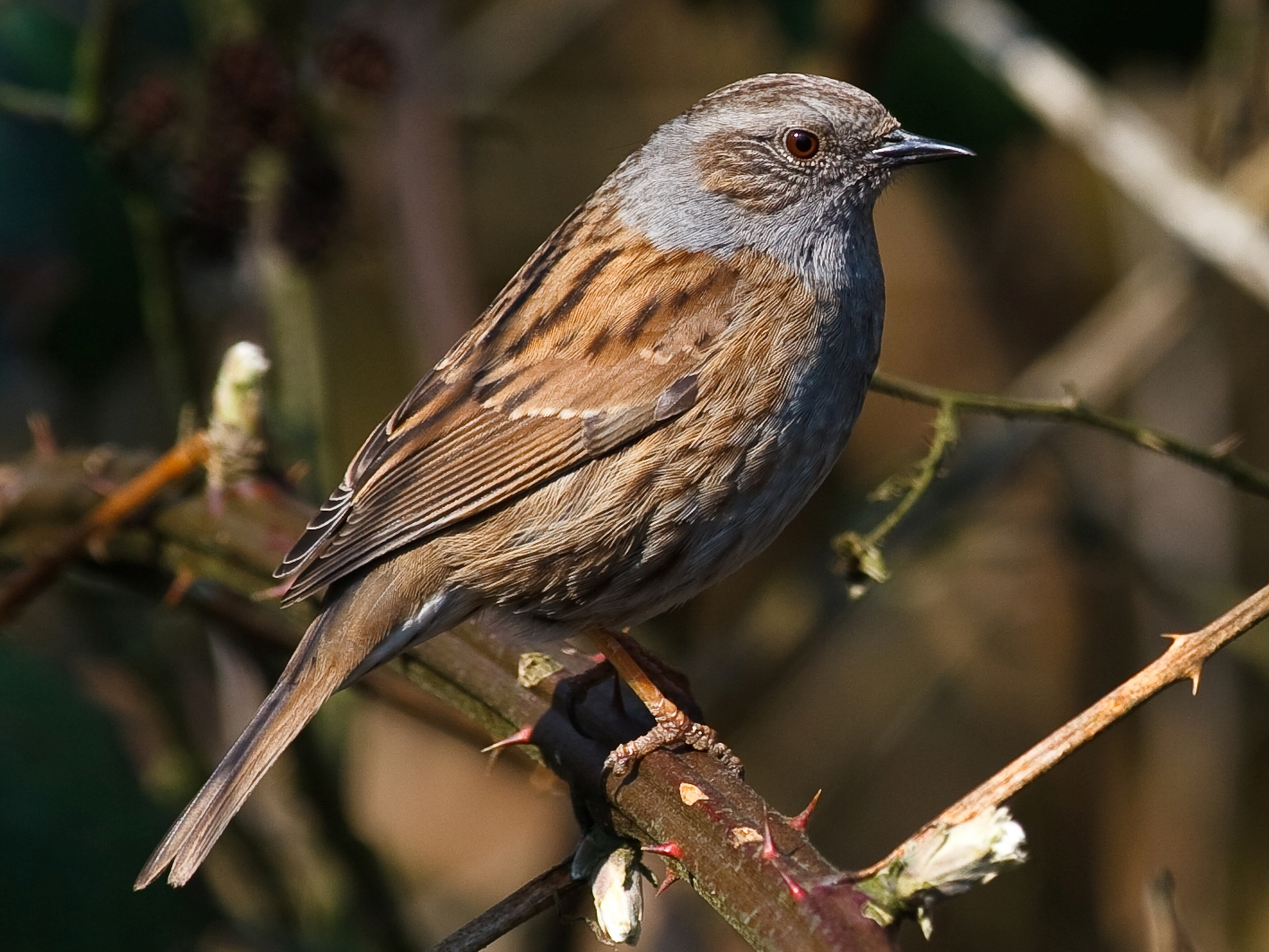
[[Bestand:Prunella modularis (06 03 06).ogg|120px|thumb|Heggenmus]]
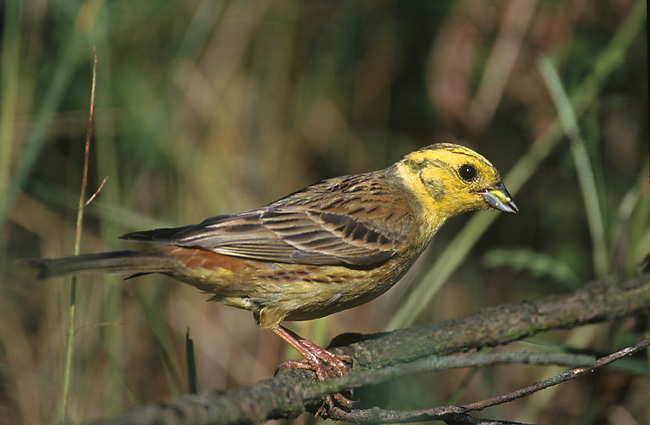
[[Bestand:Emberiza citrinella 514.ogg|120px|thumb|Geelgors]]
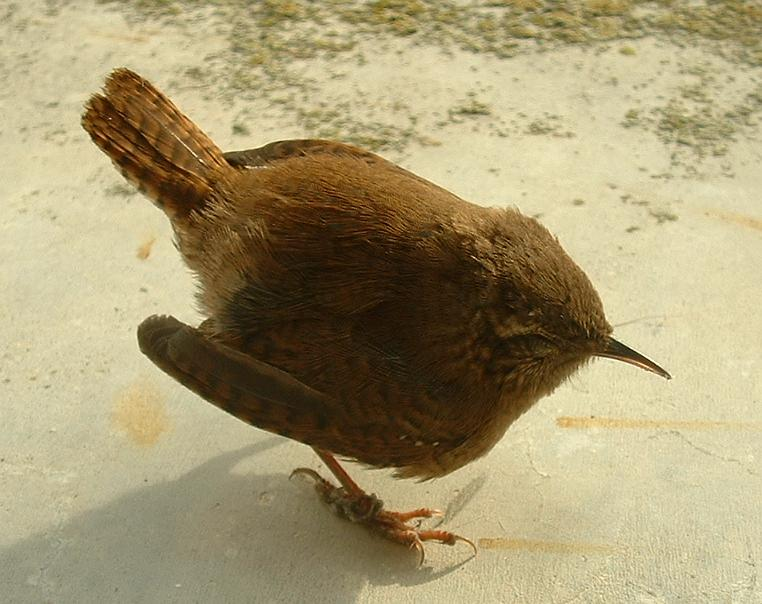
[[Bestand:Troglodytes troglodytes song.ogg|120px|thumb|Winterkoninkje]]
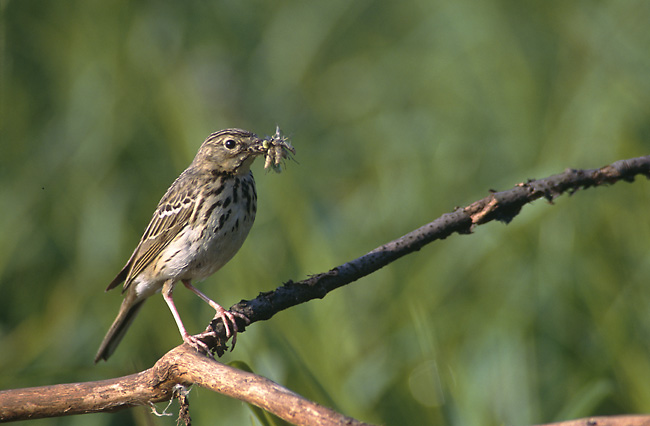
[[Bestand:Anthus trivialis.ogg|120px|thumb|Boompieper]]
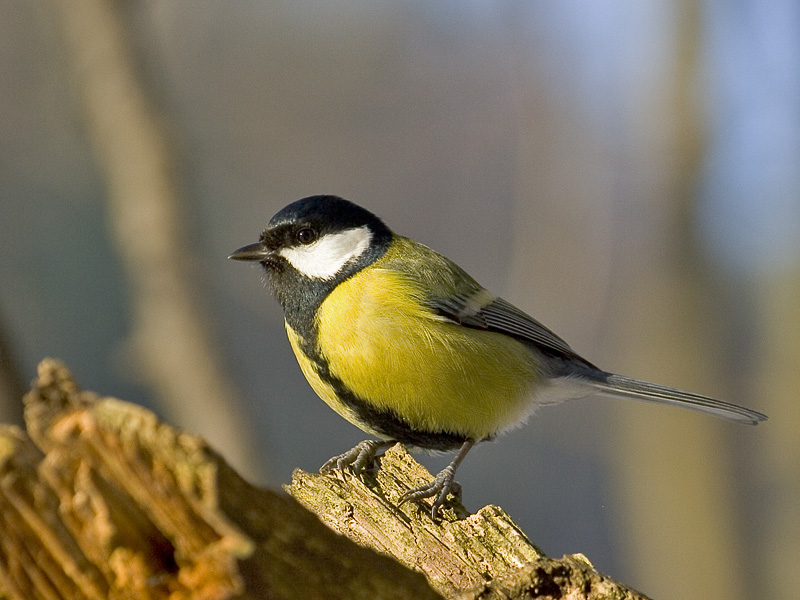
[[Bestand:Parus major song.ogg|120px|thumb|Koolmees]]
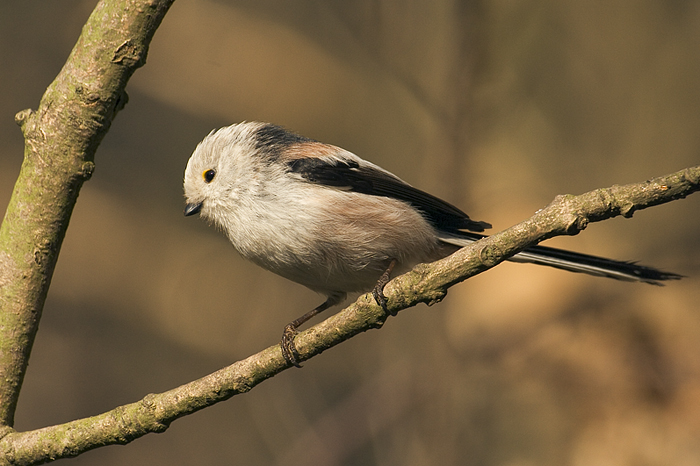
[[Bestand:Aegithalos caudatus - Long-tailed Tit - XC114614.ogg|120px|thumb|Staartmees]]
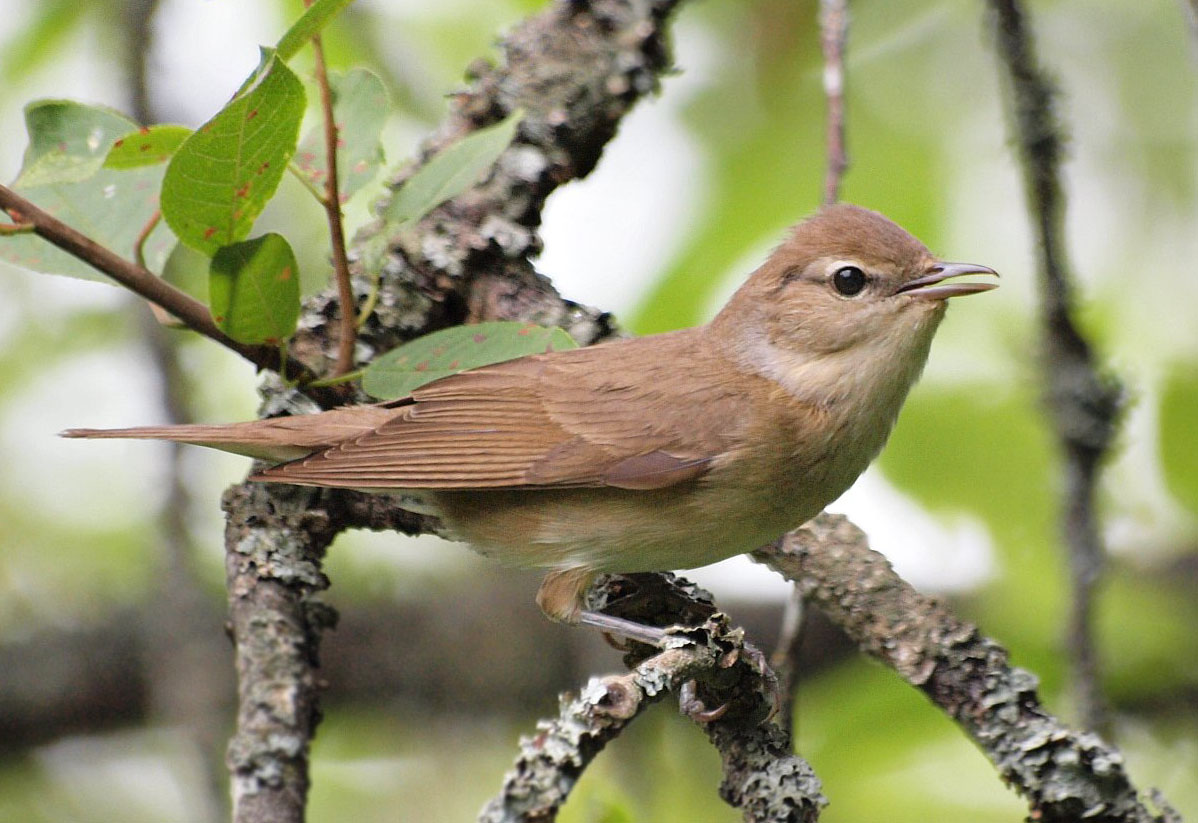
[[Bestand:Sylvia borin.ogg|120px|thumb|Tuinfluiter]]
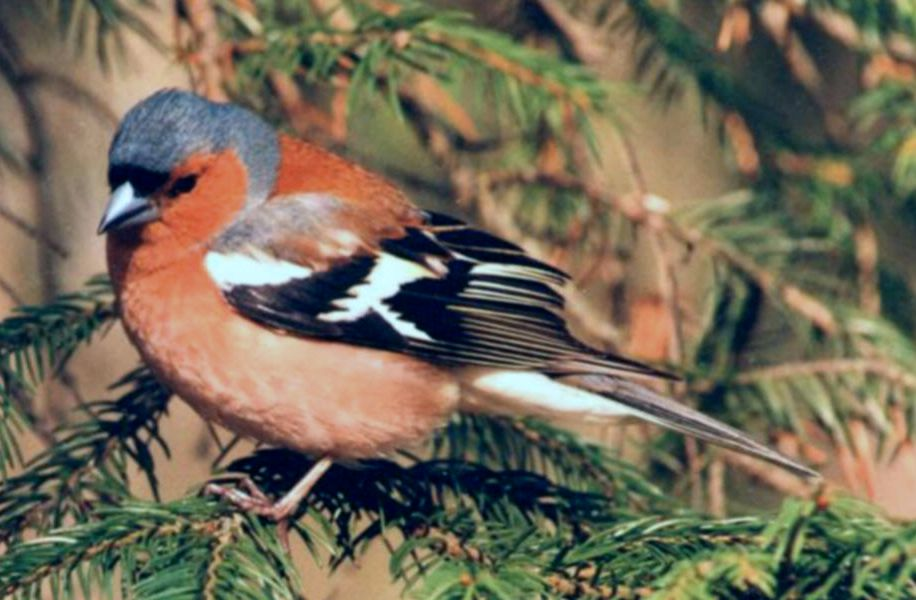
[[Bestand:Fringilla coelebs.ogg|120px|thumb|Vink]]
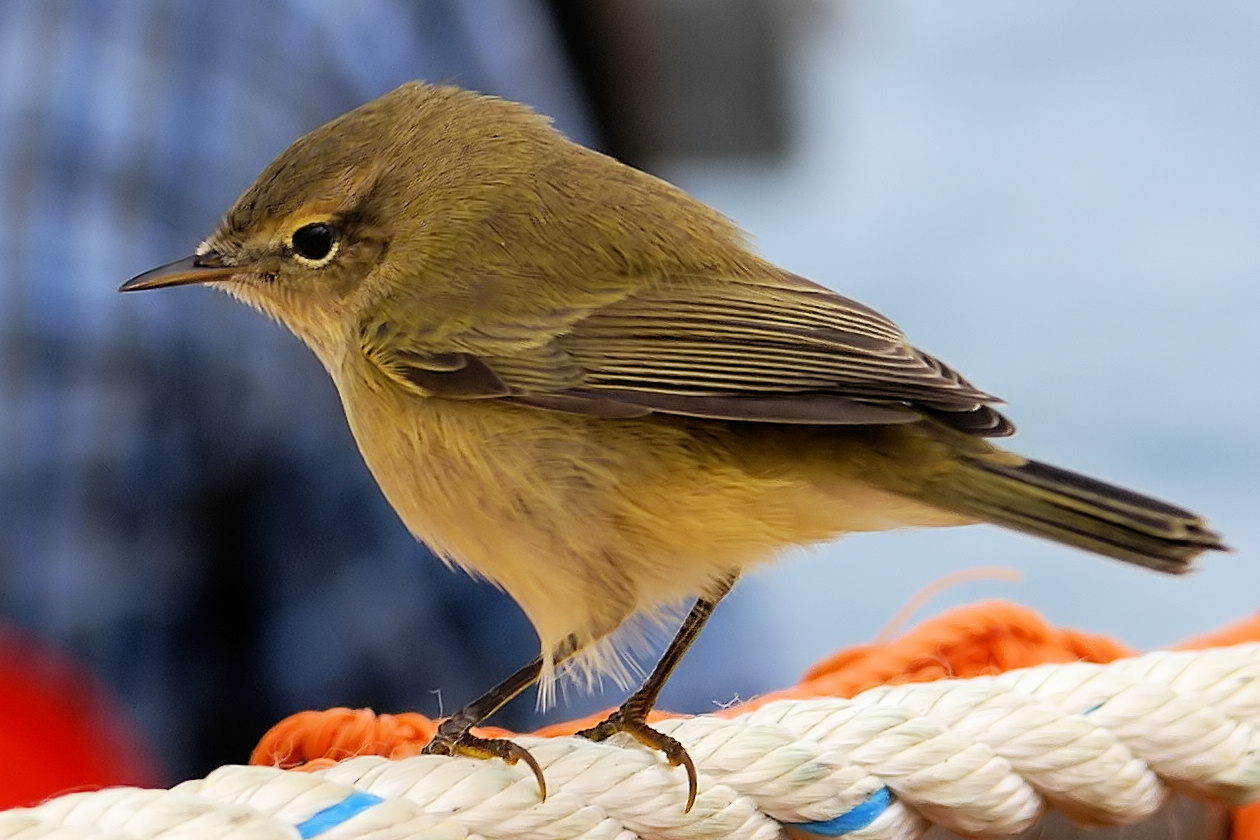
[[Bestand:Phylloscopus collybita 7029.ogg|120px|thumb|Tjiftjaf]]
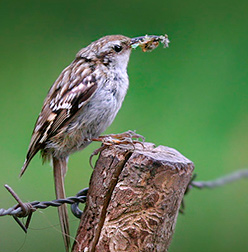
Boomkruiper
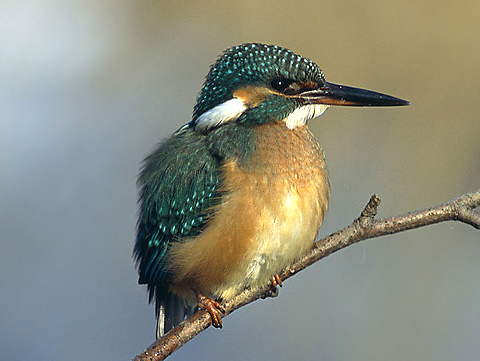
IJsvogel

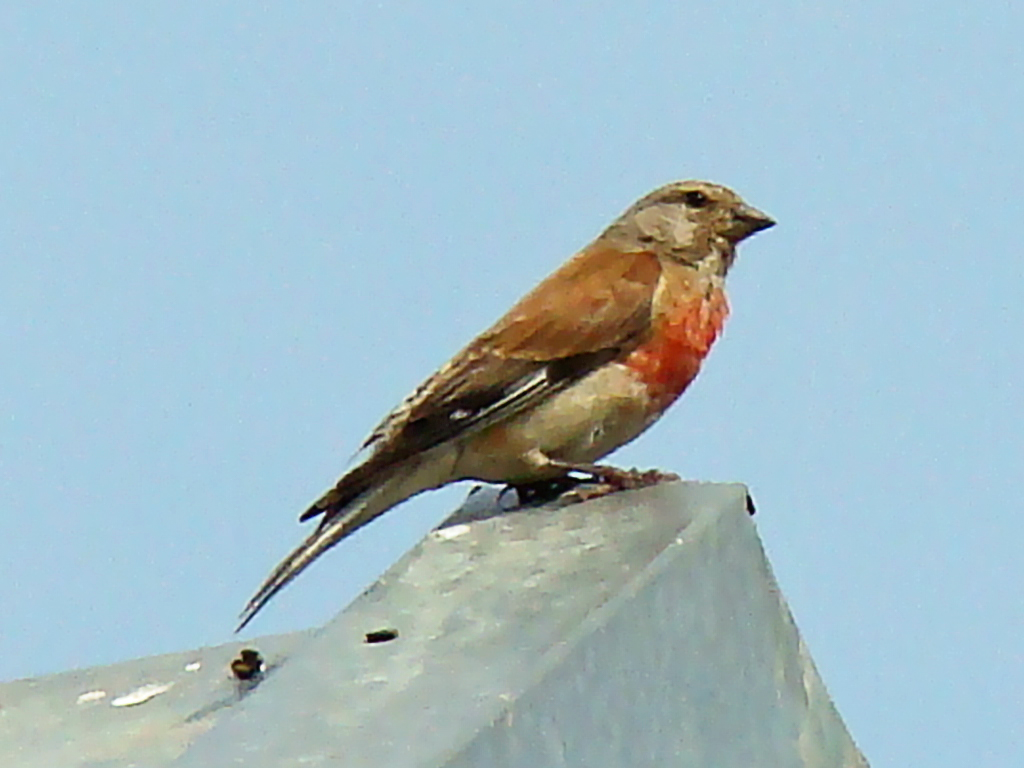
Kneu
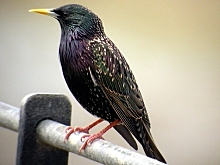
[[Bestand:Sturnus vulgaris.ogg|120px|thumb|Spreeuw]]
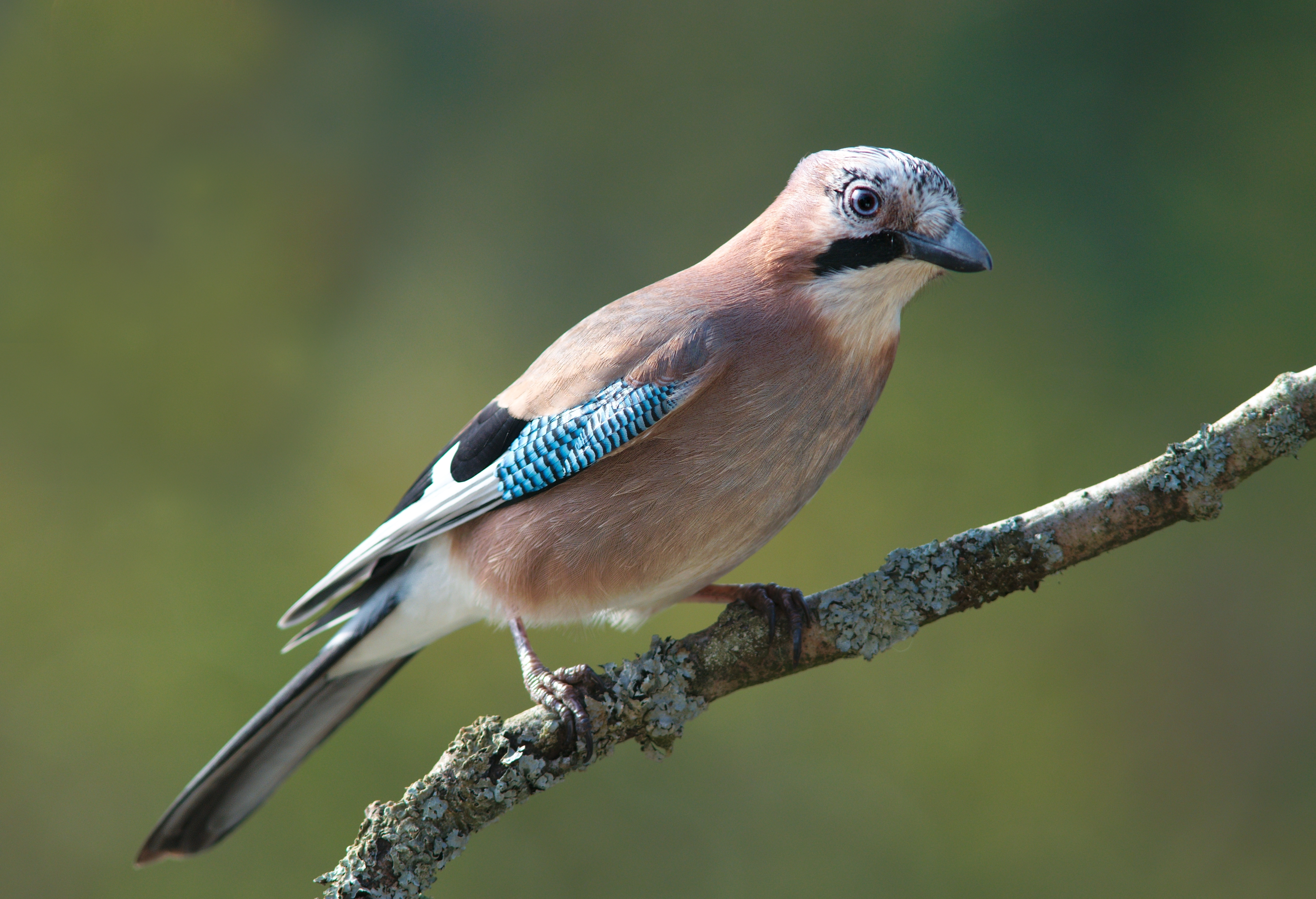
[[Bestand:Eichelhäher ruf.ogg|120px|thumb|Vlaamse gaai]]
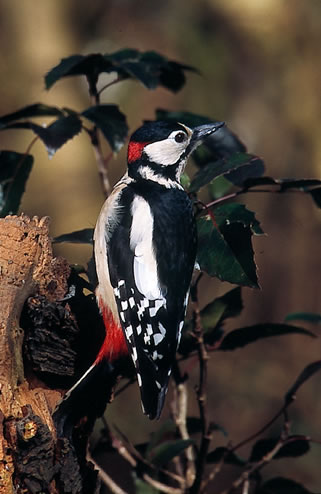
[[Bestand:Dendrocopos major.ogg|120px|thumb|Grote bonte specht]]
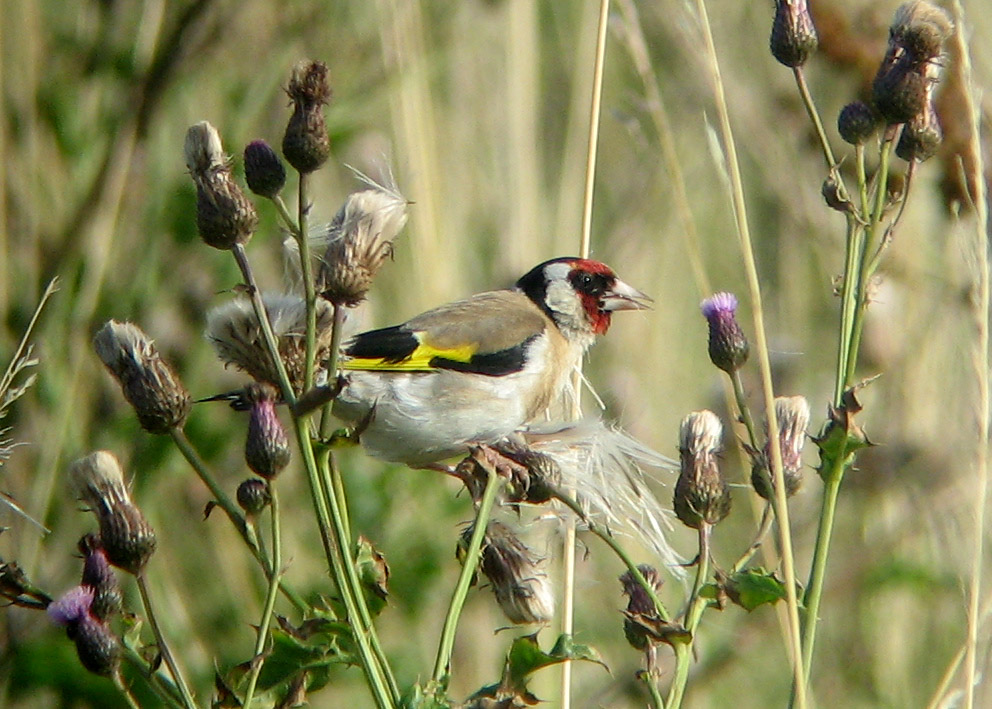
Putter
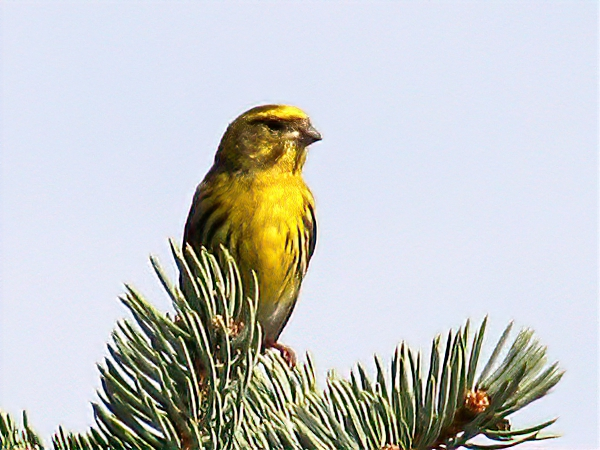
[[Bestand:Gulhämpling - Serinus serinus. Ystad-Sweden-2012.ogg|120px|thumb|Europese kanarie]]
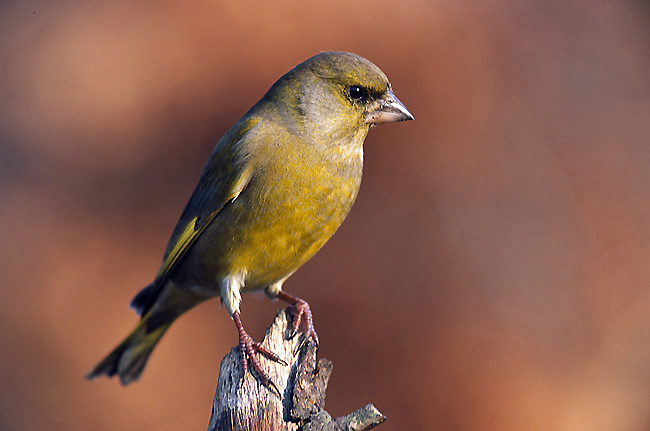
[[Bestand:Carduelis chloris.ogg|120px|thumb|Groenling]]
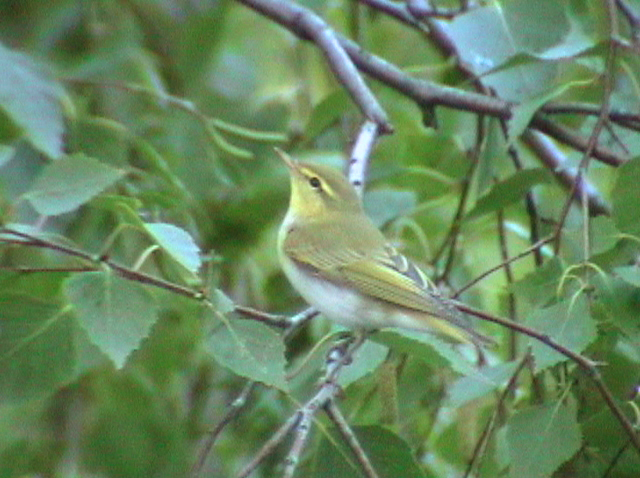
[[Bestand:20080510 1117 Phylloscopus sibilatrix.ogg|120px|thumb|Fluiter]]

- Nachtegaal

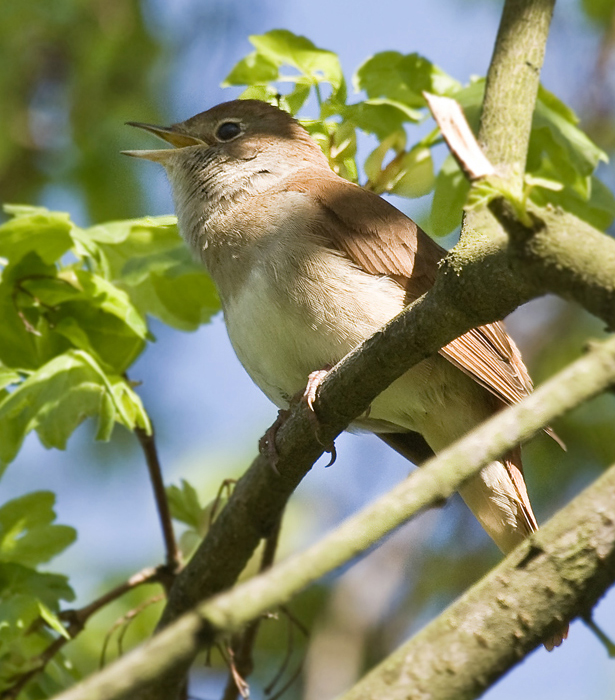
[[Bestand:XN Luscinia megarhynchos 017.ogg|120px|thumb|Nachtegaal]]
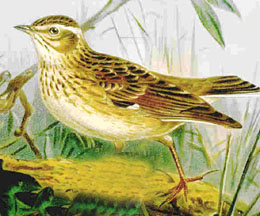
Boomleeuwerik
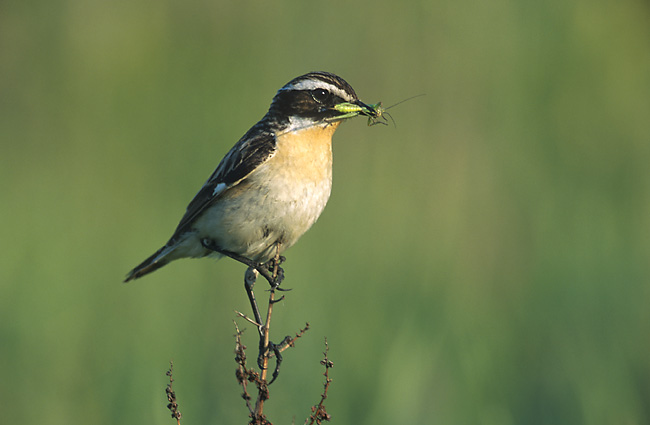
Paapje
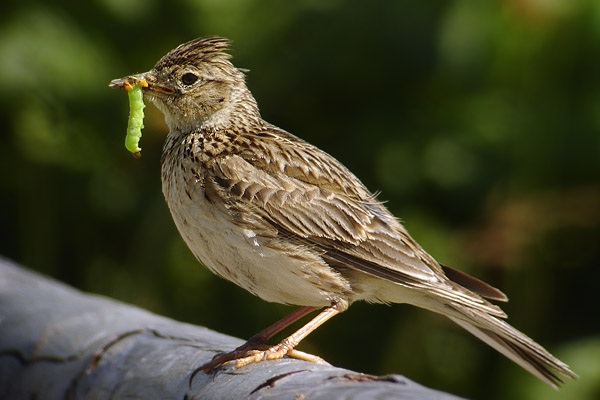
[[Bestand:XN Alauda arvensis.ogg|120px|thumb|Veldleeuwerik]]
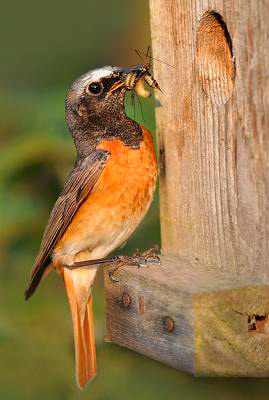
[[Bestand:Phoenicurus phoenicurus.ogg|120px|thumb|Gekraagde roodstaart]]
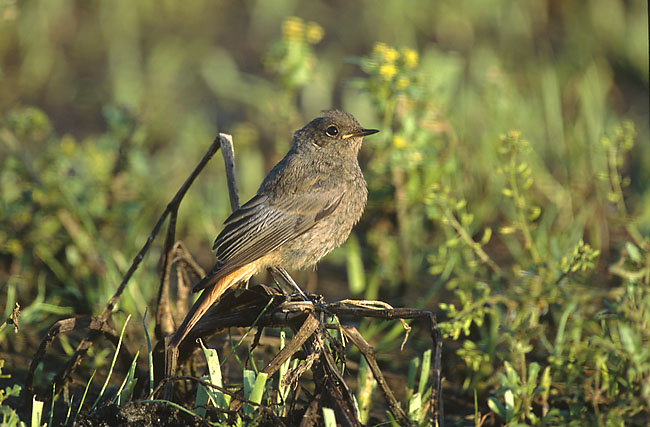
[[Bestand:Phoenicurus ochruros gibraltariensis.ogg|120px|thumb|Zwarte roodstaart]]

- Veldleeuwerik
- Gekraagde roodstaart
- Zwarte roodstaart
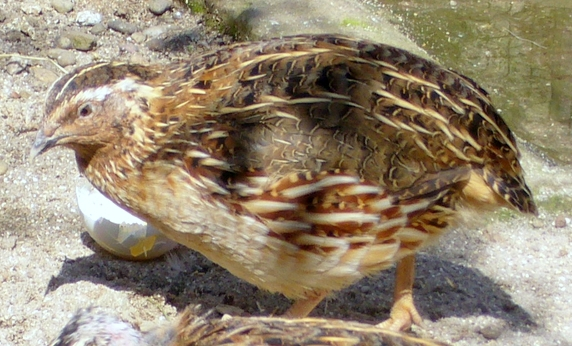
Kwartel
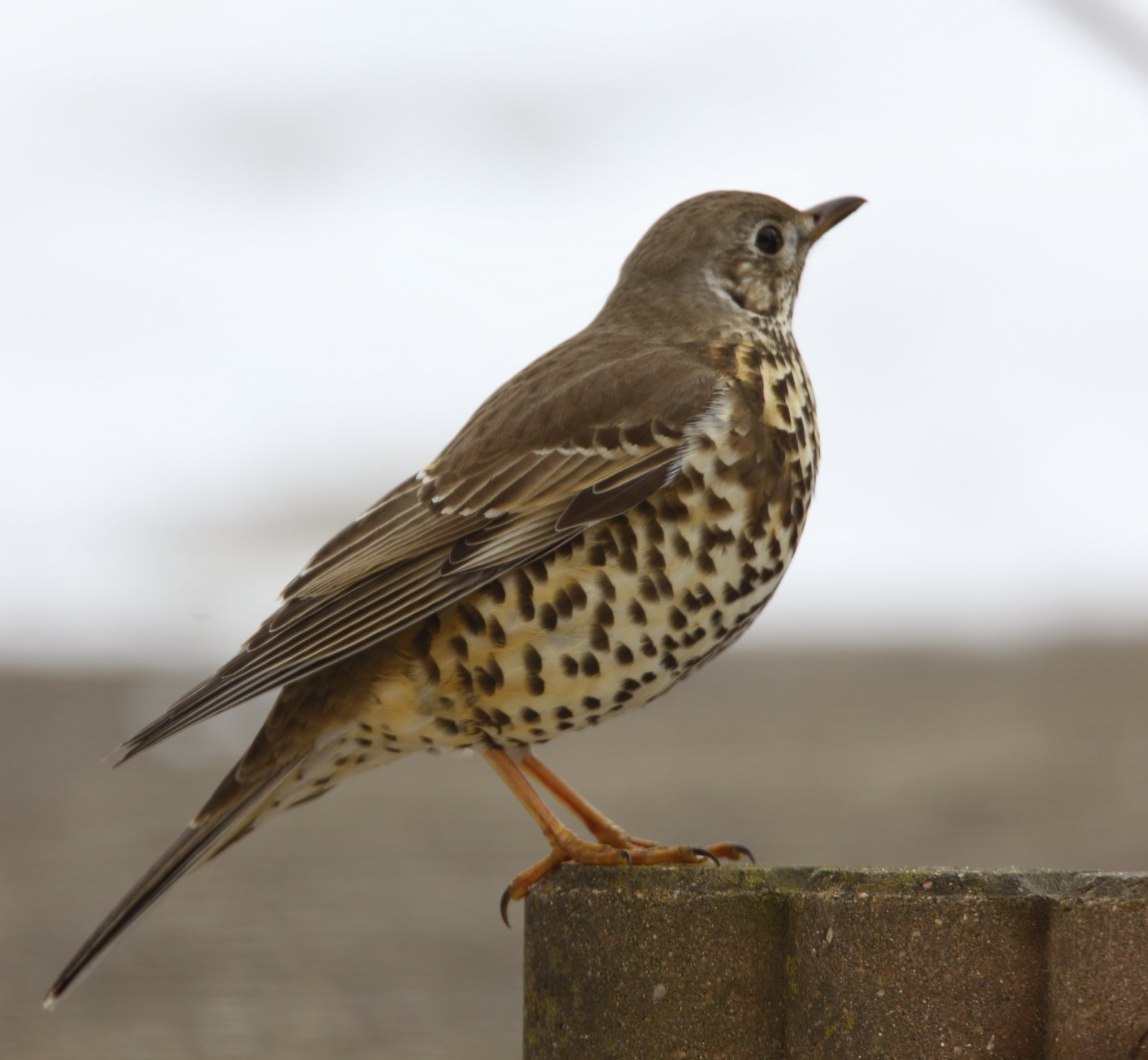
Grote lijster
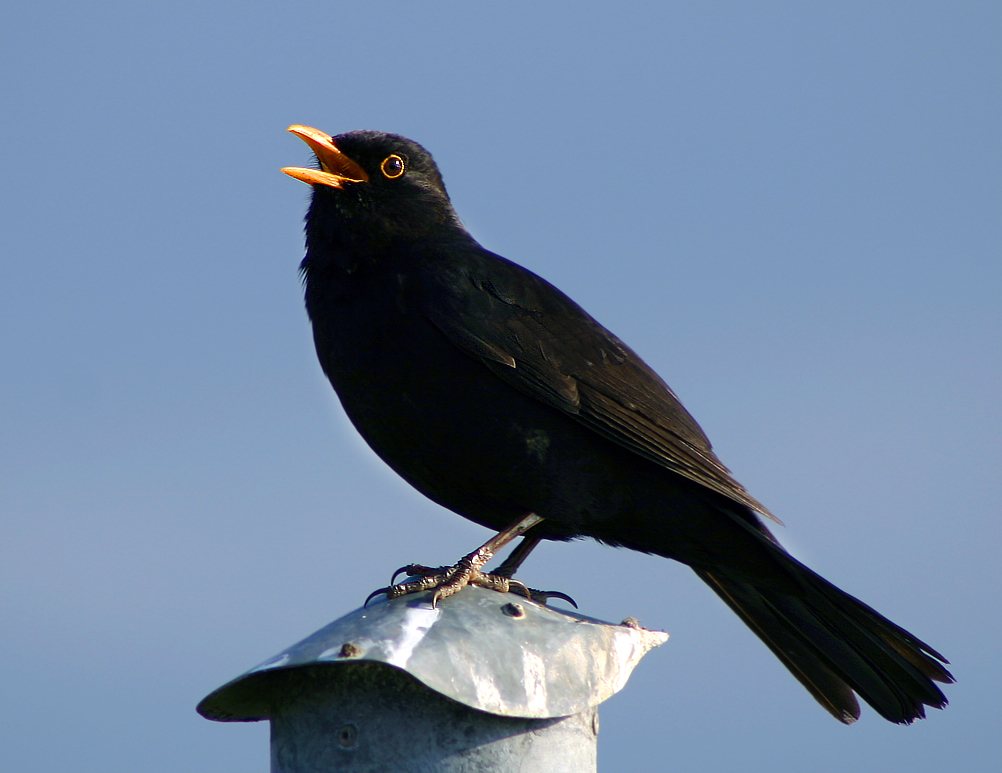
[[Bestand:Turdus merula (06 02 16).ogg|120px|thumb|Merel]]
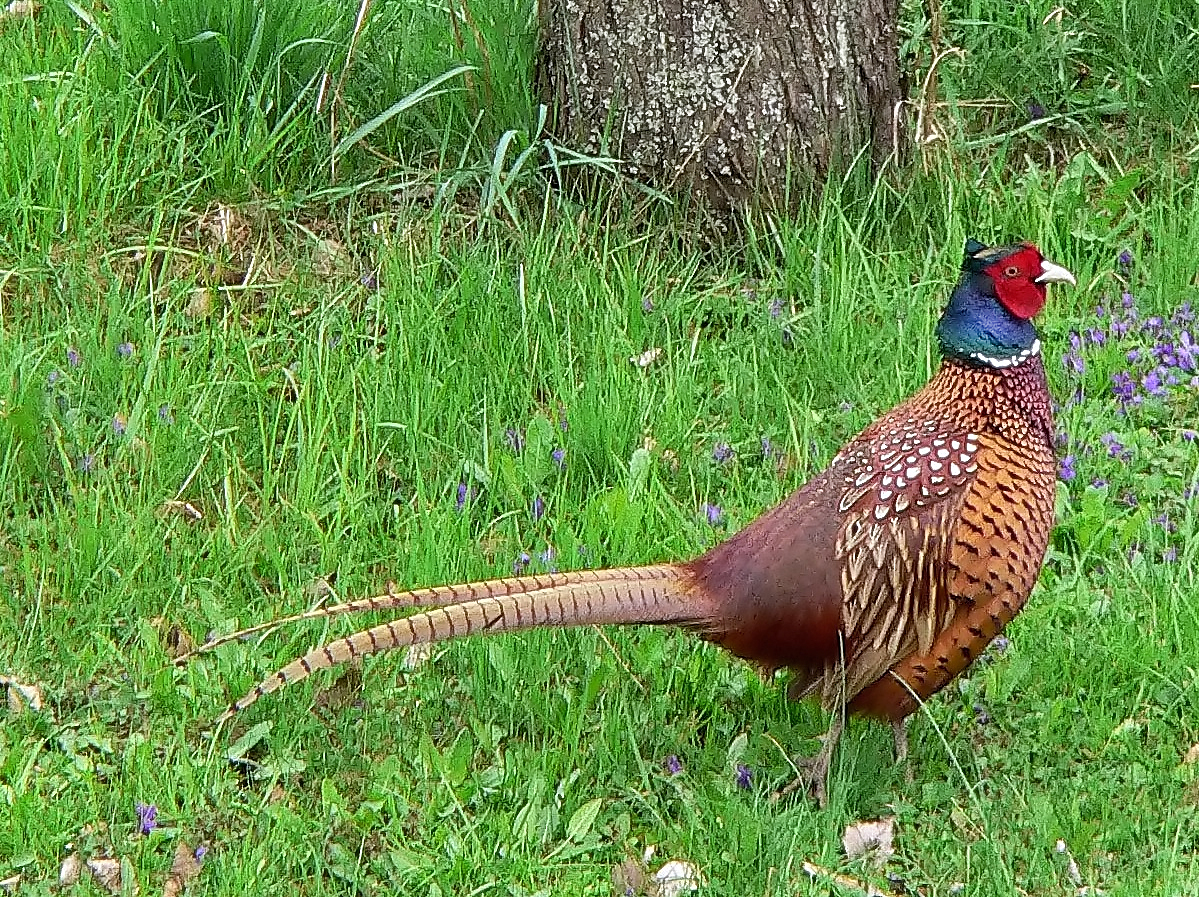
[[Bestand:Phasianus colchicus.ogg|120px|thumb|Fazant]]
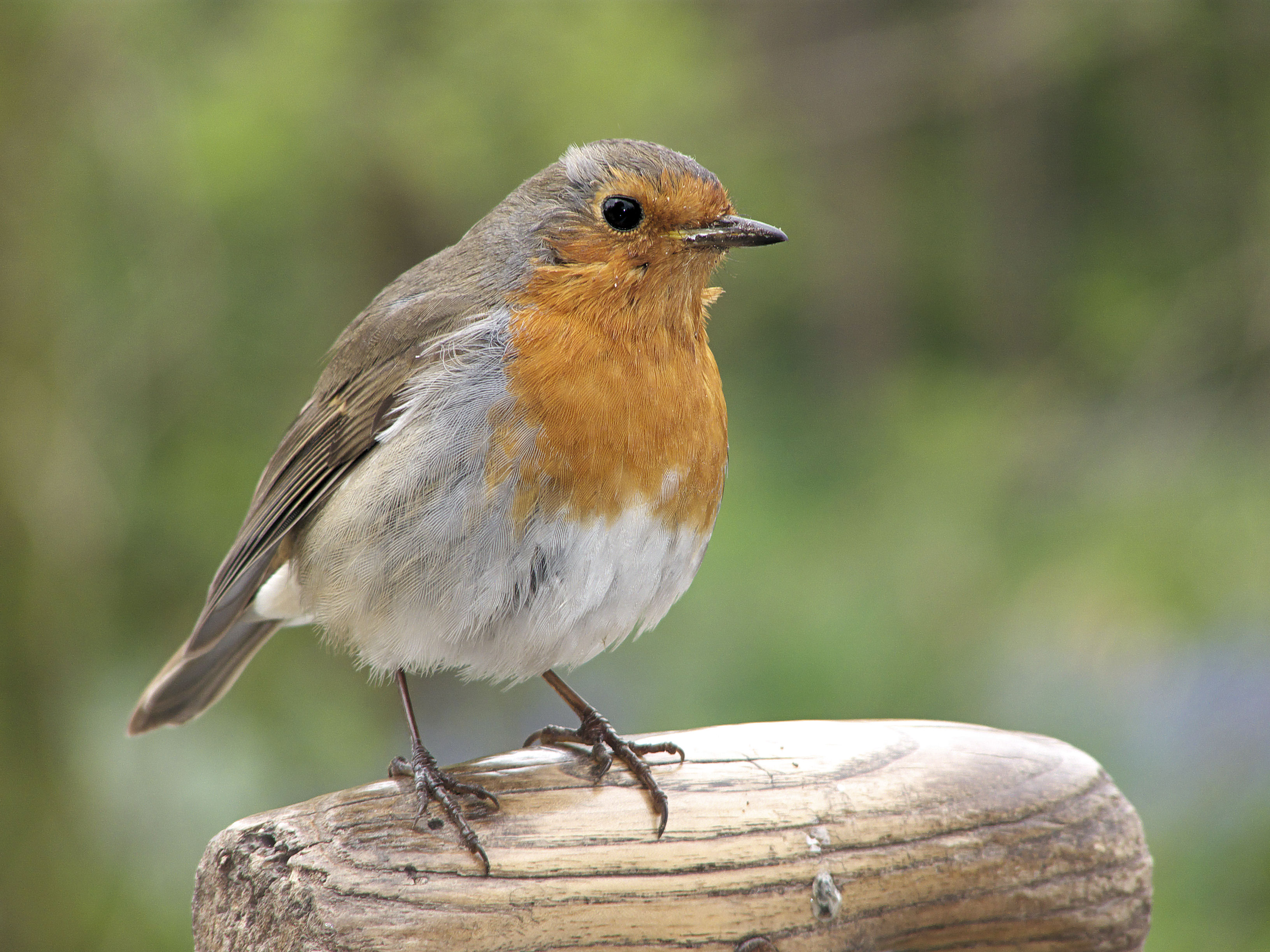
[[Bestand:Erithacus rubecula.ogg |120px|thumb|Roodborst]]
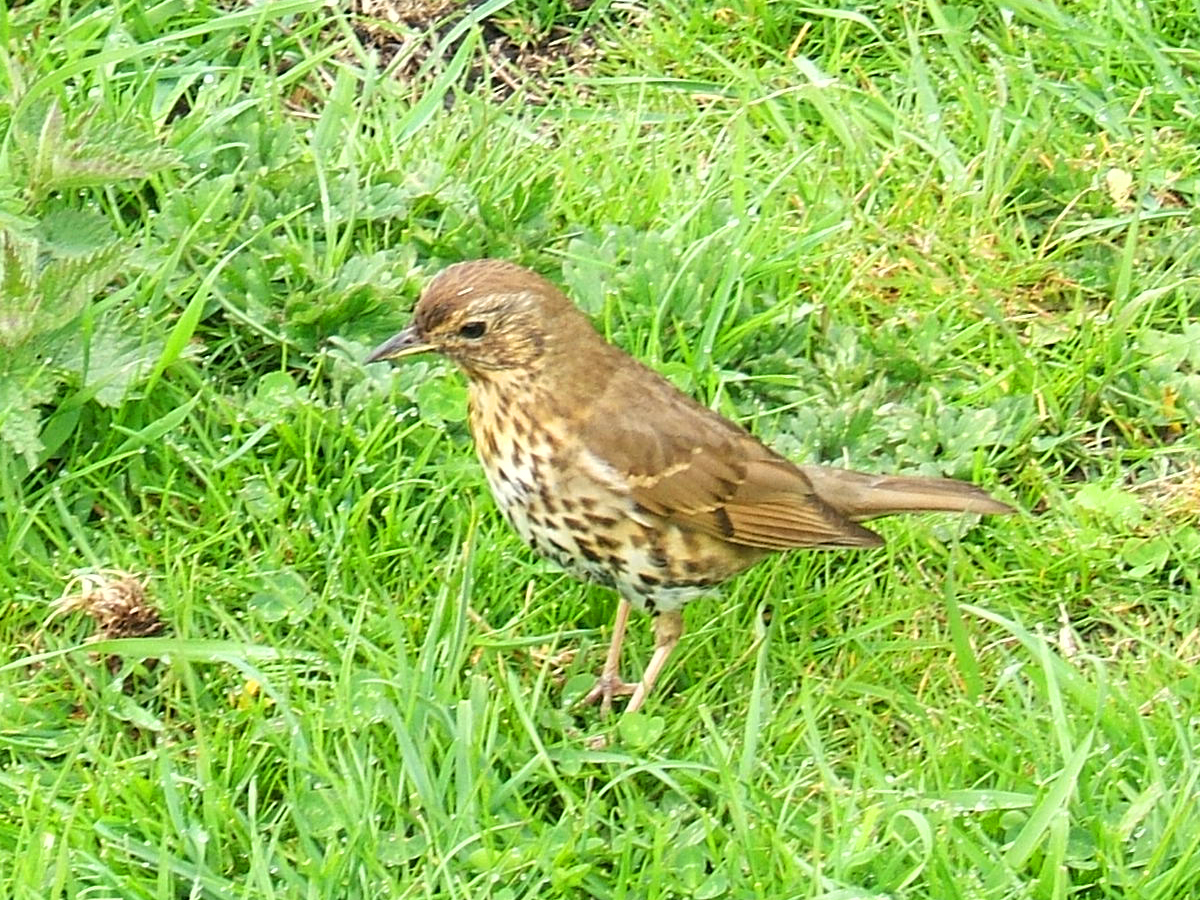
[[Bestand:Turdus philomelos - Song Trush 6964.ogg|120px|thumb|Zanglijster]]
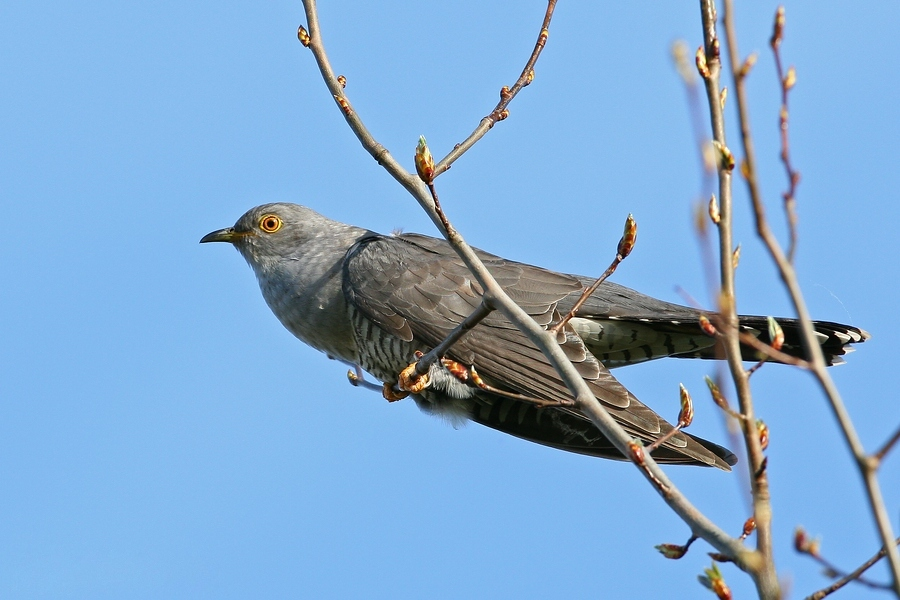
[[Bestand:Cuculus canorus.ogg |120px|thumb|Koekoek]]

- Merel
- Fazant
- Roodborst
- Zanglijster
- Koekoek

- Heggenmus
- Geelgors
- Winterkoninkje
- Boompieper
- Koolmees
- Staartmees
- Tuinfluiter
- Vink
- Tjiftjaf
- Boomkruiper
- IJsvogel

- Pimpelmees
- Matkop
- Glanskop
- Zwartkop

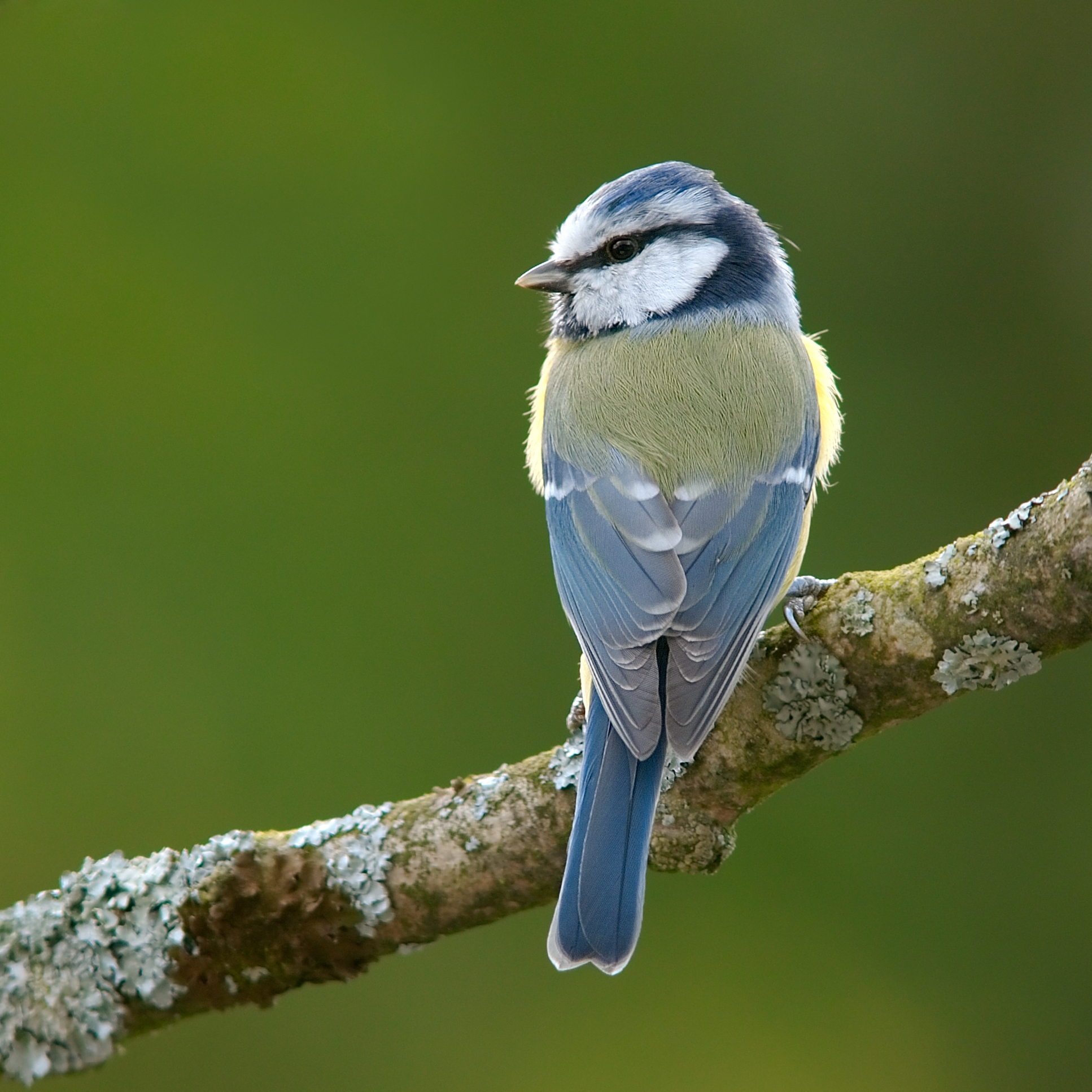
[[Bestand:Cyanistes caeruleus.ogg|120px|thumb|Pimpelmees]]
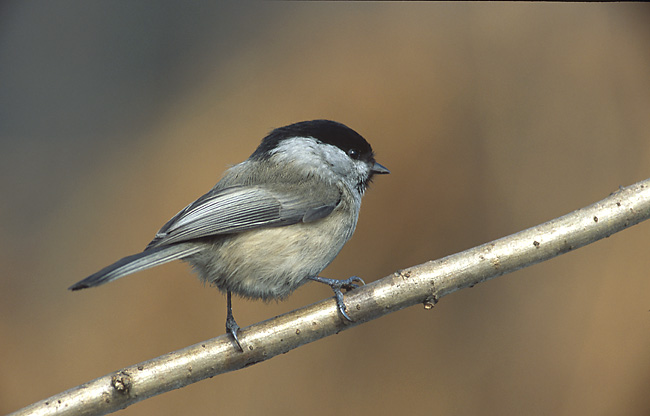
[[Bestand:Poecile montanus.ogg|120px|thumb|Matkop]]
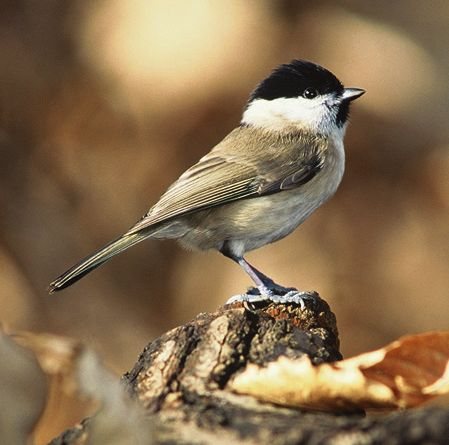
[[Bestand:Poecile palustris.ogg|120px|thumb|Glanskop]]
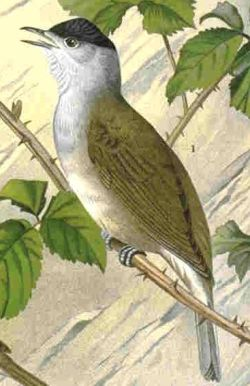
[[Bestand:Sylvia atricapilla.ogg|120px|thumb|Zwartkop]]
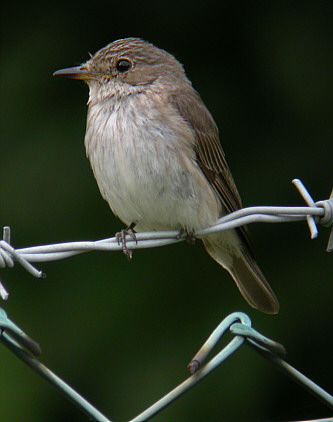
Grauwe vliegenvanger
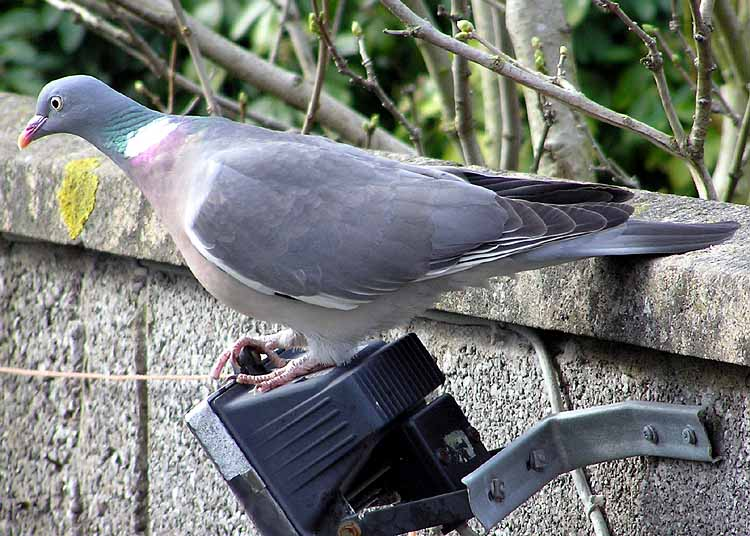
[[Bestand:Columba palumbus birdsong.ogg|120px|thumb|Houtduif]]

- Houtduif
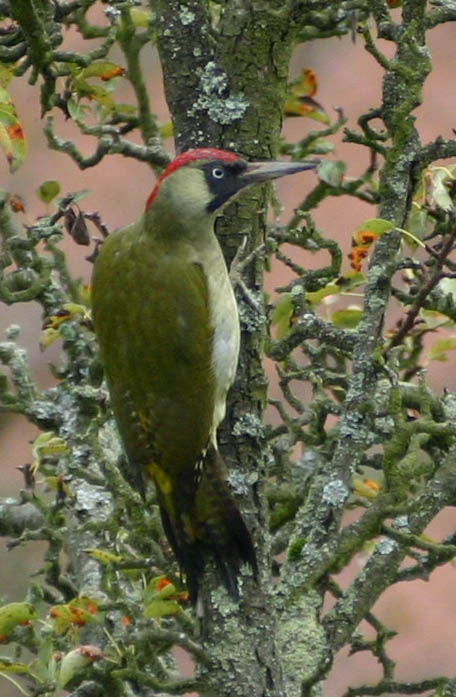
Groene specht

- Kneu
- Spreeuw
- Vlaamse gaai
- Grote bonte specht
- Putter
- Europese kanarie
- Groenling
- Fluiter